# Маха

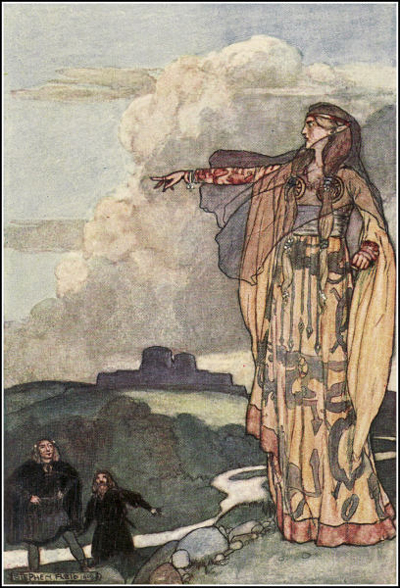
«Маха проклинає уладів». Ілюстрація Стівена Ріда із книги Еліонор Халл «Кухулін для хлопчиків» (The Boys' Cuchulainn), 1904

Маха (давньоірл. Macha, [maxə]) — в ірландської міфології ім'я декількох міфологічних персонажок. «Книга захоплень Ірландії» згадує кілька Мах, як серед другої хвилі поселенців в Ірландії — людей або богинь, з племені Партолона, так і серед третьої (племені Немеда). Вважається, що саме на честь Махи, дружини Немеда, названа Арма (Ard Macha) — графство в Ірландії, у середні віки — християнський центр Ірландії. Вшанована на Поверху спадщини Джуді Чикаго.

### Маха з Племені богині Дану, богиня війни
Серед племен богині Дану була відома Маха, дочка Ернмас. Вона часто згадується разом з сестрами Морріган та Бадб (варіант — Морріган і Немайн). Можливо, ці три богині являють собою різні аспекти трьохликої кельтської богині війни. Масі присвячувалися голови вбитих ворогів («жолуді Махи»). За однією з версій, була убита Балором в битві при Маг Туїред.

### Маха Рудоволоса, верховна королева Ірландії
В уладському циклі та циклі королів також зустрічається кілька Мах. Маха Руда Грива або Маха Рудоволоса (Macha Mong Ruad), дочка Аеда Рудого (Áed Rúad). За одним з середньовічних глосаріїв Аед Руада — інше ім'я божества Дагда; згідно зі середньовічною традицією, була єдиною королевою в списку верховних королів Ірландії. Протягом семи років її батько займав престол по черзі зі своїми двоюрідними братами Діторбою і Кімбаетом. Після третьої черги Аед помер, і, коли прийшла його черга, Маха зажадала трону для себе. Кімбает і Діторба відмовилися; Маха викликала їх на битву; Діторба загинув, а його сини втекли в Коннахт. Маха пошлюбила Кімбаета. Згодом вона зловила синів Діторби, переодягнувшись прокаженою, і брати по черзі забажали злягтись з нею, а вона кожного з них зв'язала. Так Маха зробила їх рабами та змусила будувати фортецю Емайн Маха (сучасний Наван Форт поблизу міста Арма), яка стала столицею уладів і королівства Улад (Ольстер). Маха провела кордон Емайн Махи своєю брошкою: середньовічні хроністи пояснювали назву «Емайн Маха» якeó-muin Macha («брошка, яку Маха носила на шиї»). Протягом семи років Маха правила Ірландією разом з Кімбаетом, поки він не помер від чуми, а потім ще чотирнадцять років, поки її не вбив Рехтайд Рігдерг. «Книга захоплень» стверджує, що Маха була сучасницею Птолемея I (323—283 до н. е.). Джеффрі Кітінг датує її царювання 468—461 роком до н. е., «Аннали Чотирьох майстрів» — 661—654 роками до н. е.

### Маха з Уладського циклу легенд
В уладському циклі відома також Маха, дружина Крунху. Після того, як Крунху овдовів, вона несподівано з'явилася в його будинку і почала робити все, що належить дружині. Крунху став багатим і щасливим. Одного разу він вирушив на свято, яке влаштував король уладів. Маха попередила його, що він не повинен нікому про неї розповідати. Однак, дивлячись кінські перегони, Крунху похвалився, що його дружина може бігти швидше за королівських коней. Король почув це і зажадав влаштувати змагання жінки з королівської колісниці. Попри вагітність Махи, він не став слухати відмовок і змусив її бігти. Маха обігнала королівських коней, після чого впала і народила близнят. Звідси інша версія походження назви «Емайн Маха» — «Близнюки (emon) Махи». За це Маха прокляла уладів зі словами: «За те зло, яке ви мені заподіяли, кожен раз, коли на вас будуть нападати вороги, будете ви відчувати муки, подібні родовим. І триватимуть вони чотири дні та п'ять ночей або п'ять днів і чотири ночі й так — дев'ять поколінь». Саме тому ніхто з уладів не міг брати участь у битві під час «Викрадення бика з Куальнге», крім Кухуліна, який був настільки молодим, що не потрапляв під дію прокляття.

## Значення імені
З приводу значення імені «Маха» висловлювалися різні припущення. Ряд лінгвістів (Ж. Вандріес, Г. Олмстед) зближують його з давньоірл. mag «поле, рівнина». На думку російського лінгвіста В. П. Калигін, Macha утворилась з праформи — mokosiā, і відповідає імені слов'янської богині Мокоші.